# Triumph Speed Triple

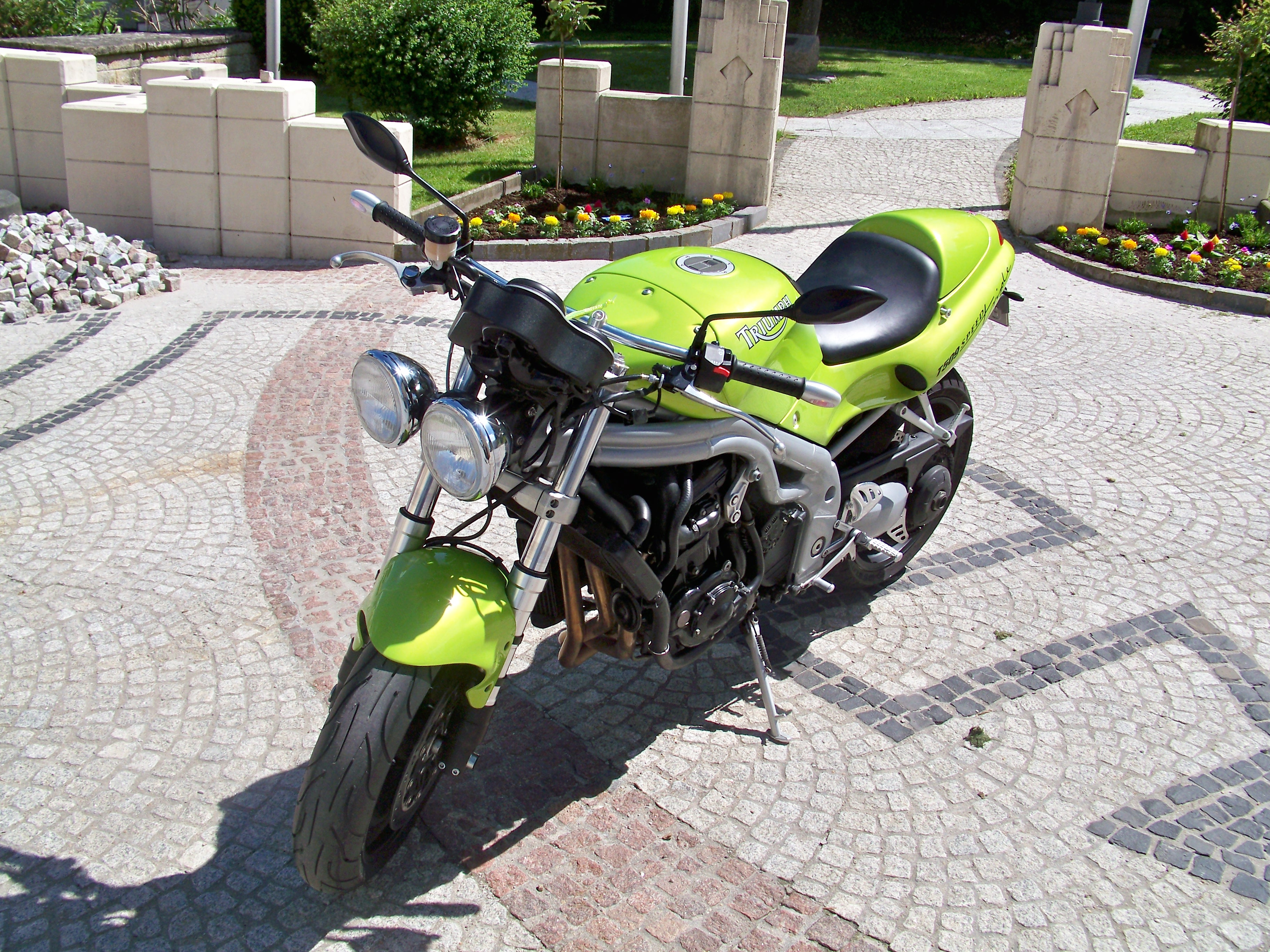
Triumph Speed Triple T509

Die Speed Triple ist ein Motorrad des englischen Herstellers Triumph. Das Naked Bike wurde Mitte der 1990er Jahre zu einem der ersten serienmäßig produzierten Streetfighter-Modelle.

Ab 2007 wurde mit der Street Triple 675 ein Schwestermodell mit hochtourigerem Motor angeboten. 

## Geschichte
Die erste Speed Triple erschien 1994. Ihr Name wurde in Anlehnung an die Speed Twin von 1938 gewählt, technisch basierte sie auf der Daytona 900, hatte jedoch keine Front- und Seitenverkleidung und anstatt des Doppel- einen einzelnen, runden Frontscheinwerfer. Ihren 885 cm³ großen Dreizylinder-Vergasermotor teilte sie sich mit Modellen wie Trident, Thunderbird und Daytona. Bereits ein Jahr nach ihrer Markteinführung, 1995, stattete man sie mit einem Sechsganggetriebe aus.
1997 erschien die zweite Generation der Speed Triple, die T509. Parallel wurde das alte Modell mit dem 750er Motor der Trident und Daytona als Speed Triple 750 (T300C) in limitierter Stückzahl von 90 für den deutschen und 110 für den britischen Markt angeboten.
Der Motor der T509 war dank Sagem-Einspritzung einige PS stärker, verfügte über einen Aluminium-Brückenrahmen und ein hochwertiges, voll einstellbares Fahrwerk mit Einarmschwinge. Die T509 war die erste Speed Triple mit dem charakteristischen zweiten Frontscheinwerfer, der das Modell bis heute prägt.
Durch eine Hubraumvergrößerung auf 955 cm³, die Überarbeitung der Einspritzung und Änderungen an der Auspuffanlage stieg die Leistung der Speed Triple 1999 zunächst auf 108 PS.
Die dritte Speed-Triple-Generation kam 2002 auf den Markt. Ihr nun im Druckgussverfahren hergestellter Motor verfügte über einen geregelten Katalysator und 120 PS, erstmals wurde ein Digitaltacho verbaut, neben anderen optischen Retuschen rückten die Scheinwerfer näher an das Cockpit heran.
Seit dem Modellwechsel von 2005 ist der Motor der Speed Triple 1050 cm³ groß. Ab Ende 2007 verwendete Triumph ein schnelleres Steuergerät und verbaute serienmäßig Bremsen der Marke Brembo an der Speed Triple.
Das Modelljahr 2010 erhielt eine geänderte Abstimmung der Feder und der Gabel.
Im Dezember 2010 fand eine Modellpflege des Motorrades statt. Seither trägt die Speed Triple moderner geformte Frontscheinwerfer, zusätzlich wurden Motor, Getriebe und Fahrwerk teilweise stark überarbeitet.
Im November 2015 wurde eine neue Variante der Speed Triple 1050 cm³ vorgestellt. Zu den Neuerungen gehört eine elektronische Drosselklappensteuerung (ride-by-wire), serienmäßiges ABS und veränderbare Fahrmodi (Regen-, Straßen-, Sport-, Renn- und ein individuell programmierbarer Modus) für die Modelle Speed Triple S und Speed Triple R. Zusätzlich enthält die Version Speed Triple R ein voll verstellbares Öhlins-Fahrwerk, Quickshifter und eine Kohlefaserverkleidung.

## Technische Daten
| Modell              | T300B                                                                                      | T300C                                                                                      | T509                                                                                          | T509/955i                                                                                     | T595/955i                                                                                     | T595N                                                                                         | 515NJ/1050                                                                                        | 515NV/1050                                                                                        | NN01/1050                                                                                         | NN02/1050                                                                                         | 1200                                                                                              |
| ------------------- | ------------------------------------------------------------------------------------------ | ------------------------------------------------------------------------------------------ | --------------------------------------------------------------------------------------------- | --------------------------------------------------------------------------------------------- | --------------------------------------------------------------------------------------------- | --------------------------------------------------------------------------------------------- | ------------------------------------------------------------------------------------------------- | ------------------------------------------------------------------------------------------------- | ------------------------------------------------------------------------------------------------- | ------------------------------------------------------------------------------------------------- | ------------------------------------------------------------------------------------------------- |
| Bauzeit             | 1994–1996                                                                                  | 1997                                                                                       | 1997–1999                                                                                     | 1999–2001                                                                                     | 2001–2002                                                                                     | 2002–2004                                                                                     | 2005–2010                                                                                         | 2011–2016                                                                                         | seit 2016                                                                                         | seit 2018                                                                                         | seit 2021                                                                                         |
| Motor               | Reihen-Dreizylinder, 4-Takt, Wasserkühlung, DOHC, 12 Ventile                               | Reihen-Dreizylinder, 4-Takt, Wasserkühlung, DOHC, 12 Ventile                               | Reihen-Dreizylinder, 4-Takt, Wasserkühlung, DOHC, 12 Ventile                                  | Reihen-Dreizylinder, 4-Takt, Wasserkühlung, DOHC, 12 Ventile                                  | Reihen-Dreizylinder, 4-Takt, Wasserkühlung, DOHC, 12 Ventile                                  | Reihen-Dreizylinder, 4-Takt, Wasserkühlung, DOHC, 12 Ventile                                  | Reihen-Dreizylinder, 4-Takt, Wasserkühlung, DOHC, 12 Ventile                                      | Reihen-Dreizylinder, 4-Takt, Wasserkühlung, DOHC, 12 Ventile                                      | Reihen-Dreizylinder, 4-Takt, Wasserkühlung, DOHC, 12 Ventile                                      | Reihen-Dreizylinder, 4-Takt, Wasserkühlung, DOHC, 12 Ventile                                      | Reihen-Dreizylinder, 4-Takt, Wasserkühlung, DOHC, 12 Ventile                                      |
| Gemischaufbereitung | Vergaser                                                                                   | Vergaser                                                                                   | Saugrohreinspritzung                                                                          | Saugrohreinspritzung                                                                          | Saugrohreinspritzung                                                                          | Saugrohreinspritzung                                                                          | Saugrohreinspritzung                                                                              | Saugrohreinspritzung                                                                              | Saugrohreinspritzung                                                                              | Saugrohreinspritzung                                                                              | Saugrohreinspritzung                                                                              |
| Bohrung / Hub       | 76,0 × 65,0 mm                                                                             | 76,0 × 55,0 mm                                                                             | 76.0 × 65,0 mm                                                                                | 79,0 × 65,0 mm                                                                                | 79,0 × 65,0 mm                                                                                | 79,0 × 65,0 mm                                                                                | 79,0 × 71,4 mm                                                                                    | 79,0 × 71,4 mm                                                                                    | 79,0 × 71,4 mm                                                                                    | 79,0 × 71,4 mm                                                                                    | 90,0 × 60,8 mm                                                                                    |
| Hubraum             | 885 cm³                                                                                    | 749 cm³                                                                                    | 885 cm³                                                                                       | 955 cm³                                                                                       | 955 cm³                                                                                       | 955 cm³                                                                                       | 1050 cm³                                                                                          | 1050 cm³                                                                                          | 1050 cm³                                                                                          | 1050 cm³                                                                                          | 1160 cm³                                                                                          |
| Nennleistung        | 72 kW (98 PS) bei 9.000 min−1                                                              | 57 kW (78 PS) bei 9.900 /min                                                               | 78 kW (106 PS)                                                                                | 79 kW (108 PS)                                                                                | 79 kW (108 PS)                                                                                | 88 kW (120 PS) bei 9.100 min−1                                                                | 97 kW (132 PS) bei 9.250 min−1                                                                    | 99 kW (135 PS) bei 9.400 min−1                                                                    | 103 kW (140 PS) bei 9.400 min−1                                                                   | 110 kW (150 PS) bei 10.500 min−1                                                                  | 132,4 kW (180 PS) bei 10.750 min−1                                                                |
| max. Drehmoment     | 87 Nm bei 6.500 min−1                                                                      | 68 Nm bei 8.700/min                                                                        |                                                                                               | 95 Nm bei 5.800 min−1                                                                         | 95 Nm bei 5.800 min−1                                                                         | 100 Nm bei 5.100 min−1                                                                        | 105 Nm bei 7.500 min−1                                                                            | 111 Nm bei 7.750 min−1                                                                            | 112 Nm bei 7.850 min−1                                                                            | 117 Nm bei 7.150 min−1                                                                            | 125 Nm bei 9.000 min−1                                                                            |
| Getriebe            | 5 Gang / 6 Gang                                                                            | 6 Gang                                                                                     | 6 Gang                                                                                        | 6 Gang                                                                                        | 6 Gang                                                                                        | 6 Gang                                                                                        | 6 Gang                                                                                            | 6 Gang                                                                                            | 6 Gang                                                                                            | 6 Gang                                                                                            | 6 Gang                                                                                            |
| Radstand            | 1.510 mm                                                                                   | 1.490 mm                                                                                   | 1.440 mm                                                                                      | 1.440 mm                                                                                      | 1.440 mm                                                                                      | 1.431 mm                                                                                      | 1.429 mm                                                                                          | 1.435 mm                                                                                          | 1.435 mm                                                                                          | 1.445 mm                                                                                          | 1.445 mm                                                                                          |
| Fahrwerk            | Stahlrahmen, 43 mm Ø Teleskopgabel, Zentralfederbein                                       | Stahlrahmen, 43 mm Ø Teleskopgabel, Zentralfederbein                                       | Aluminium-Brückenrahmen, 45 mm Ø Teleskopgabel, Aluminium-Einarmschwinge mit Zentralfederbein | Aluminium-Brückenrahmen, 45 mm Ø Teleskopgabel, Aluminium-Einarmschwinge mit Zentralfederbein | Aluminium-Brückenrahmen, 45 mm Ø Teleskopgabel, Aluminium-Einarmschwinge mit Zentralfederbein | Aluminium-Brückenrahmen, 45 mm Ø Teleskopgabel, Aluminium-Einarmschwinge mit Zentralfederbein | Aluminium-Brückenrahmen, 45 mm Ø Upside-Down-Gabel, Aluminium-Einarmschwinge mit Zentralfederbein | Aluminium-Brückenrahmen, 43 mm Ø Upside-Down-Gabel, Aluminium-Einarmschwinge mit Zentralfederbein | Aluminium-Brückenrahmen, 43 mm Ø Upside-Down-Gabel, Aluminium-Einarmschwinge mit Zentralfederbein | Aluminium-Brückenrahmen, 43 mm Ø Upside-Down-Gabel, Aluminium-Einarmschwinge mit Zentralfederbein | Aluminium-Brückenrahmen, 43 mm Ø Upside-Down-Gabel, Aluminium-Einarmschwinge mit Zentralfederbein |
| Bremsen v/h         | 2× Scheibe Ø 310 mm mit 4-Kolben-Festsätteln / Scheibe Ø 255 mm mit 2-Kolben-Schwimmsattel | 2× Scheibe Ø 310 mm mit 4-Kolben-Festsätteln / Scheibe Ø 255 mm mit 2-Kolben-Schwimmsattel | 2× Scheibe Ø 320 mm mit 4-Kolben-Festsätteln / Scheibe Ø 220 mm mit 2-Kolben-Schwimmsattel    | 2× Scheibe Ø 320 mm mit 4-Kolben-Festsätteln / Scheibe Ø 220 mm mit 2-Kolben-Schwimmsattel    | 2× Scheibe Ø 320 mm mit 4-Kolben-Festsätteln / Scheibe Ø 220 mm mit 2-Kolben-Schwimmsattel    | 2× Scheibe Ø 320 mm mit 4-Kolben-Festsätteln / Scheibe Ø 220 mm mit 2-Kolben-Schwimmsattel    | 2× Scheibe Ø 320 mm mit 4-Kolben-Radial-Festsätteln / Scheibe Ø 220 mm mit 2-Kolben-Schwimmsattel | 2× Scheibe Ø 320 mm mit 4-Kolben-Radial-Festsätteln / Scheibe Ø 255 mm mit 2-Kolben-Schwimmsattel | 2× Scheibe Ø 320 mm mit 4-Kolben-Radial-Festsätteln / Scheibe Ø 255 mm mit 2-Kolben-Schwimmsattel | 2× Scheibe Ø 320 mm mit 4-Kolben-Radial-Festsätteln / Scheibe Ø 255 mm mit 2-Kolben-Schwimmsattel | 2× Scheibe Ø 320 mm mit 4-Kolben-Radial-Festsätteln / Scheibe Ø 220 mm mit 2-Kolben-Schwimmsattel |
| Trockengewicht      |                                                                                            | 209 kg                                                                                     | 196 kg                                                                                        | 198 kg                                                                                        | 198 kg                                                                                        | 186 kg                                                                                        | 189 kg                                                                                            |                                                                                                   | 192 kg                                                                                            | 189 kg (RS) bzw. 192 kg (S)                                                                       | 179 kg                                                                                            |